# .gy
.gy je vrhovna internetska domena (country code top-level domain - ccTLD) za Gvajanu. Domenom upravlja Gvajansko sveučilište.

## Vanjske poveznice
- IANA .gy whois informacija  Arhivirana inačica izvorne stranice od 27. travnja 2006. (Wayback Machine)